# Haplopoma impressum
Haplopoma impressum är en mossdjursart som först beskrevs av Jean Victor Audouin 1826.  Haplopoma impressum ingår i släktet Haplopoma och familjen Haplopomidae. Inga underarter finns listade i Catalogue of Life.